# Alberto Fujimori
Alberto Fujimori (en japonès: Ken'ya Fujimori (藤森 謙也, Fujimori Ken'ya)) (Lima, 26 de juliol de 1938 — Lima, 11 de setembre de 2024) va ser un enginyer agrònom, físic, matemàtic i polític peruano-japonès. Va ser president del Perú des del 28 de juliol de 1990 fins al 17 de novembre de 2000. Va ser la segona persona d'ascendència asiàtica que va esdevenir cap d'estat d'un país d'Amèrica del Sud, després que Arthur Chung fos president de Guyana.
Alberto Fujimori va fundar quatre agrupacions polítiques: el moviment Cambio 90, el partit Nueva Mayoría, l'aliança Perú 2000 i el moviment Vamos Vecino i Sí cumple. Un important col·laborador seu va ser Vladimiro Montesinos, que va sotmetre els mitjans de comunicació a un fort control. Precisament el mateix Montesinos va aparèixer en diversos vídeos en què subornava a membres d'altres partits per tal que donessin suport a Fujimori i va causar la seva dimissió.

## Biografia
Alberto Fujimori va néixer a Miraflores, un districte de Lima en 1938. El seu pare era Naoichi Fujimori (de naixement Minami), que va ser adoptat per un parent sense fills, i a seva mare era Mutsue Inomoto. Tots dos eren originaris de Kumamoto, Japó i van emigrar al Perú el 1934. Fujimori va obtenir la seva educació primària al Colegio Nuestra Señora de la Merced i l'escola La Rectora. Els pares de Fujimori eren budistes, però ell es va batejar i viure com a catòlic. El 1956, Fujimori es va graduar a l'escola Alfonso Ugarte a Lima.
Fujimori va cursar llicenciatura en enginyeria agrícola a la Universidad Nacional Agraria La Molina el 1957, graduant-se el primer de la seva promoció el 1961. Va donar classe de matemàtiques breument a la universitat abans de continuar els seus estudis de física a la Universitat d'Estrasburg a França. El 1969 va obtenir un màster en matemàtiques a la Universitat de Wisconsin–Milwaukee gràcies a una beca de la Fundació Ford.
El 1974 es va casar amb Susana Higuchi, també japonesa peruana. Van tenir quatre fills, entre ells una filla, Keiko, i un fill, Kenji, que van seguir els seus passos en la política i tots dos van ser elegits al Congrés.
En reconeixement dels seus èxits acadèmics, la facultat de ciències de la Universitat Nacional Agrària va oferir a Fujimori el deganat i el 1984 el va nomenar rectorat de la universitat, que va ocupar fins al 1989. El 1987, Fujimori també va esdevenir president de l'Assemblea Nacional Rectors d'Universitat, càrrec que va ocupar dues vegades. També va presentar un programa de televisió anomenat Concertando de 1988 a 1989, a la cadena estatal peruana de televisió. El 1989 va fundar el partit Cambio 90.

### Eleccions de 1990
Les eleccions generals peruanes de 1990 es van dur a terme durant la pitjor crisi econòmica en la història del Perú amb recessió econòmica, descens del consum, retall de la despesa pública, suspensió de gran part del pagament del deute extern, devaluació de la moneda, i una insòlita hiperinflació, el retorn de la violència política de Sendero Luminoso i el Moviment Revolucionari Túpac Amaru, i per diversos actes de corrupció que implicaven a gent del govern d'Alan García que van repercutir en un gran descontentament social.
A la primera volta de les eleccions d'abril de 1990, Fujimori, encapçalant la llista de Cambio 90 va obtenir el 29,9 % dels vots i va passar a la segona volta contra Mario Vargas Llosa, que liderava el Front Democràtic. El 10 de juny de 1990, Fujimori va derrotar Vargas Llosa en la segona volta amb el 62,40% dels vots.

### President del Perú

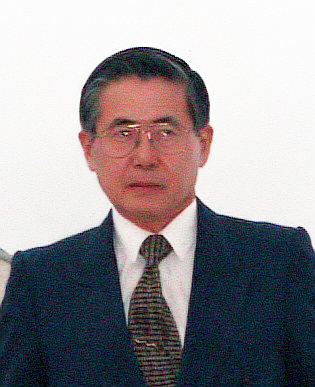
Alberto Fujimori, dictador peruà entre 1990 i 2000

El govern de Fujimori va iniciar el 28 de juliol de 1990. Després d'assumir el poder, Fujimori va abandonar la plataforma econòmica de la seva campanya i va adoptar polítiques neoliberals més agressives que les que havia proposat el seu competidor. Per enfrontar la crisi econòmica i la hiperinflació, Fujimori va aplicar l'anomenat fujishock, seguint les directives del Fons Monetari Internacional. En l'aspecte polític, va desenvolupar un discurs contra els partits polítics anomenats “tradicionals”, als quals va culpar de la mala situació del país.

#### Autocop d'estat
Enmig de denúncies de corrupció contra membres dels parents presidencials, el 5 d'abril de 1992, va encapçalar un cop d'Estat anomenat l'autocop de 1992 amb suport de les Forces Armades, mitjançant el qual va dissoldre el Congrés i va intervenir al Poder Judicial. Després va convocar un Congrés constituent, que va promulgar la Constitució del 1993.
Durant el seu govern es realitza la captura del líder de Sendero Luminoso Abimael Guzmán el 12 de setembre de 1992, resultat d'una gran tasca de seguiment realitzada per la DINCOTE (Direcció Nacional contra el Terrorisme). A més, Fujimori va aplicar reformes liberals a l'economia que van plantar els fonaments necessaris per a la recuperació de la malmesa economia peruana i la seva ulterior enlairament, va augmentar la prevenció del tràfic de drogues per apaivagar el govern dels Estats Units, i es va aplicar un control dels mitjans de comunicació projectant un ambient d'autocensura.

#### Eleccions de 1995
Alberto Fujimori va aconseguir novament la Presidència del Perú, i va obtenir majoria absoluta al Congrés en imposar-se a la primera volta de les eleccions generals peruanes de 1995 amb el 53% dels vots emesos i el 64,43% dels vots vàlids, quedant a molta distància Javier Pérez de Cuéllar amb el 21,5% dels vots.
Entre 1995 i 2000 Fujimori ordenà l'esterilització involuntària de les dones d'ètnies natives. En total foren esterilitzades 331.600 dones.
Durant el seu govern, a partir de l'Operació Chavín de Huántar de 1997 començaria la desarticulació gairebé total del Moviment Revolucionari Túpac Amaru (MRTA). Des de llavors i fins a l'actualitat les seves activitats són mínimes.

#### Eleccions de 2000
A les eleccions generals peruanes de 2000, Fujimori es va presentar per tercera vegada consecutiva com a candidat presidencial. A la primera volta realitzada el 9 d'abril, Fujimori va obtenir el 49,8 % dels vots davant del 40,3 % aconseguit per l'economista Alejandro Toledo del partit Perú Possible, que va decidir no anar a la segona volta cridant la població a votar en blanc i Fujimori es va presentar en solitari a la segona volta el 28 de maig. L'oposició va intentar evitar la juramentació de Fujimori el 28 de juliol, però no va aconseguir el seu objectiu. Durant la protesta, es va incendiar una seu del Banc de la Nació a Lima, morint-hi sis empleats.

#### Dimissió i exili
El 14 de setembre de 2000, es va difondre un vídeo on es mostrava Vladimiro Montesinos entregant 15.000 dòlars al congressista de l'oposició Alberto Kouri, perquè es passés a les files del fujimorisme. També es va saber de l'existència de més vídeos d'altres congressistes d'oposició i empresaris subornats perquè afavorissin el Govern precipitant la caiguda del règim. L'escàndol va fer que Fujimori escurcés el seu mandat, convocant eleccions anticipades. Aprofitant l'assistència a la cimera de l'organització Cooperació Econòmica de l'Àsia-Pacífic a Brunei, va anar al Japó, des d'on dimití el 21 de novembre com a president via fax. El Congrés de la República decidí declarar vacant la presidència de la República, adduint «incapacitat moral» i l'inhabilità per exercir qualsevol càrrec públic en un període de deu anys.
A principis d'octubre del 2001 Alejandro Toledo va anunciar la revisió pel Govern dels balanços econòmics de l'Administració de Fujimori els havia maquillat, estimant el dèficit públic real en 2.000 milions de sols (571 milions de dòlars) en lloc de 1.000 milions i un creixement anual del PIB els darrers anys de l'1,9% en lloc del 3,9%.

### Problemes amb la justícia
Després de dimitir va viure autoexiliat entre Japó, aprofitant la seva nacionalitat japonesa com a paraigua per evitar l'extradició sol·licitada pel Perú el 2003, i el 7 de novembre de 2005, durant una visita a Xile, fou detingut. Poc després va començar el procés d'extradició al Perú, fins que el 21 de setembre de 2007 la Cort Suprema de Xile en va donar el vistiplau.

#### Violació dels drets humans
El 7 d'abril de 2009 va ser condemnat a 25 anys de presó per un tribunal per crims de terrorisme d'estat durant el seu govern. El tribunal penal especial presidit per César San Martín va considerar com a fets provats que Fujimori va encobrir com a mínim 25 dels 50 assassinats per part de militars que formaven el grup Colina produïts entre 1991 i 1992, a més dels segrestos de l'empresari Samuel Dyer i el periodista Gustavo Gorriti.
Ronald Alex Gamarra Herrera va tenir un important paper —com a advocat defensor dels familiars de les víctimes— en la condemna per 25 anys contra Alberto Fujimori per delictes de lesa humanitat.

#### Corrupció
El 21 de juliol de 2009, la Cort Suprema del Perú el va condemnar a set anys i mig de presó per haver lliurat quinze milions de dòlars provinents de fons públics al seu antic assessor Vladimiro Montesinos, per tal d'evitar que donés un cop d'Estat. Addicionalment, fou condemnat al pagament d'un milió de dòlars i dos anys i deu mesos d'inhabilitació de funcions públiques, en concepte d'indemnització a l'Estat.

#### Suborn i espionatge
El 30 de setembre de 2009, va ser condemnat per suborn i espionatge telefònic a membres de l'oposició, després d'haver admès la culpabilitat.

### Indult
En desembre de 2017 Fujimori fou indultat pel president del país, Pedro Pablo Kuczynski, com a intercanvi perquè el sector fujimorista votara a favor d'investir-lo president al Congrés del Perú, però el 3 d'octubre de 2018 el Poder Judicial va anul·lar l'indult i dictar ordres d'ubicació i captura contra l'expresident.

### Mort
Alberto Fujimori va morir a Lima l'11 de setembre de 2024 a causa d'un càncer de llengua.